# Coloradoa rufomaculata
Coloradoa rufomaculata är en insektsart som först beskrevs av Wilson 1908.  Coloradoa rufomaculata ingår i släktet Coloradoa och familjen långrörsbladlöss. Arten är reproducerande i Sverige. Inga underarter finns listade i Catalogue of Life.